# Дорское
Дорское — деревня в Любимском районе Ярославской области.
С точки зрения административно-территориального устройства входит в состав Воскресенского сельского округа. С точки зрения муниципального устройства входит в состав Воскресенского сельского поселения.

## Климат
Климат характеризуется как умеренно-континентального климата с умеренно-теплым влажным летом, умеренно-холодной зимой и ярко выраженными сезонами весны и осени. Среднегодовая температура — +3,2°С. Средняя температура самого тёплого месяца (июля) — +18,2°С; самого холодного месяца (января) — −11,7°С. Абсолютный максимум температуры — +34°С; абсолютный минимум температуры — −35°С.

## Население
| 2007 | 2010 |
| ---- | ---- |
| 30   | ↘28  |

### Известные жители
- Мотавкин, Павел Александрович (1922—2015) — гистолог; заслуженный деятель науки РСФСР, один из основателей Владивостокского медицинского института.
- Филисов, Александр Прокофьевич (1779—1853) — Любимский уездный предводитель дворянства (1828—1831), майор, участник наполеоновских войн.